# Poker en 1989
Cet article résume les événements liés au monde du poker en 1989.

## Tournois majeurs

### World Series of Poker 1989
Phil Hellmuth remporte le Main Event.

### Super Bowl of Poker 1989
Stu Ungar remporte le Main Event, devenant le seul joueur à le remporter deux années de suite et le seul à le remporter trois fois.

## Poker Hall of Fame
Fred "Sarge" Ferris est intronisé.